# Pachydactylus rangei
El geco de arena de Namib (Pachydactylus rangei), también conocido como geco de la duna de arena de Namib o geco de patas palmeadas de Namib, es una especie de lagarto escamoso gecónido del género Pachydactylus de tamaño pequeño. Habita en las zonas áridas de Angola, Namibia y Sudáfrica. Fue descrito por primera vez en por el zoólogo sueco Lars Gabriel Andersson en 1908.

## Etimología
El nombre del género deriva de la palabra griega pachys (παχυς) que significa "grueso" y de la palabra latina dactylus, que a su vez proviene del griego antiguo dáktylos (δάκτυλος) que significa "dedo". El epíteto específico de P. rangei es en referencia al geólogo alemán, Paul Theodor Range quién fue el que descubrió la especie.

## Descripción

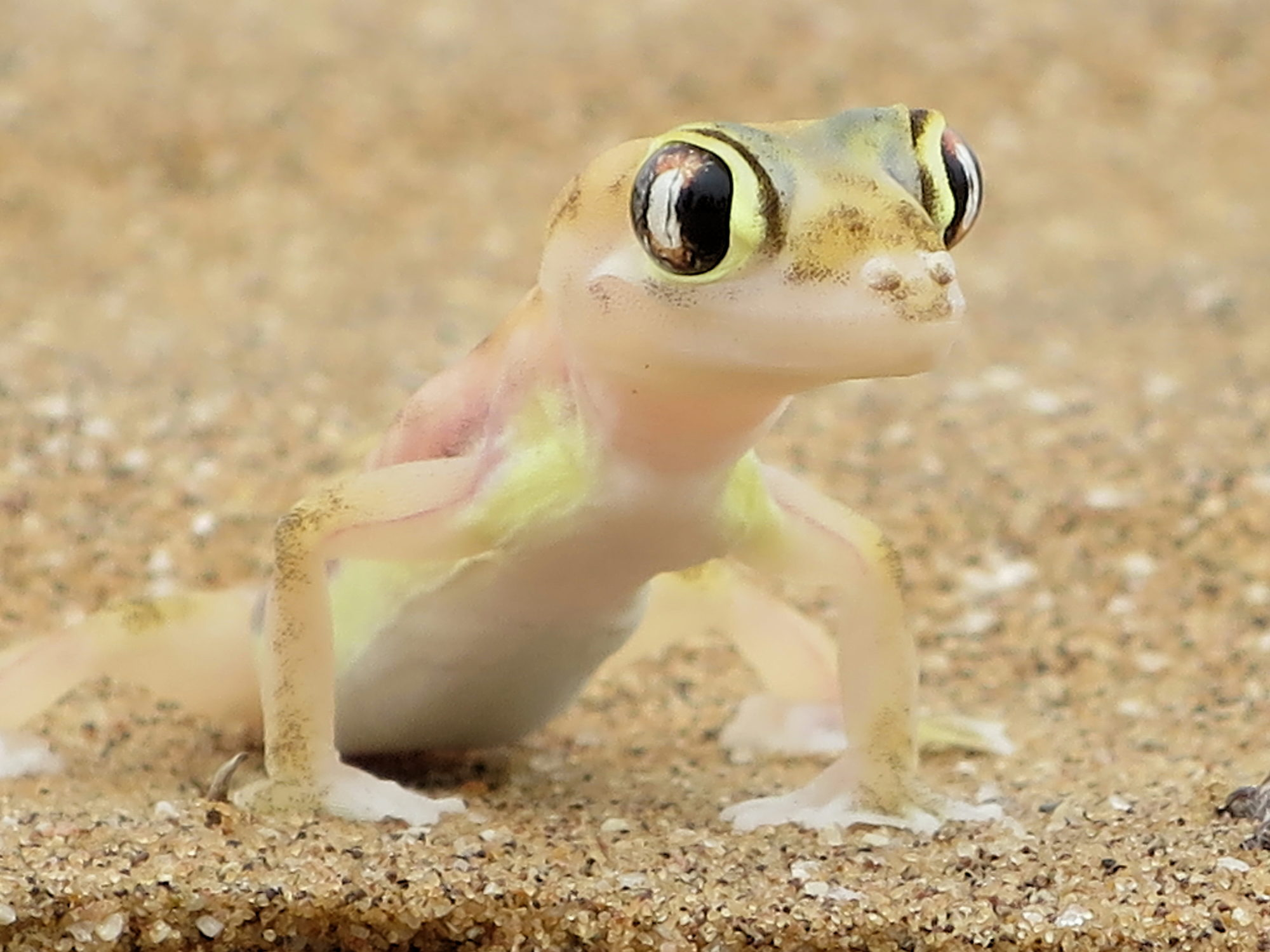
Nótese el cuerpo delgado, gran cabeza y ojos saltones.

Pachydactylus rangei es un geco de tamaño pequeño; puede crecer hasta una longitud de 13-15 cm, incluyendo la cola que suele llegar a medir 6 cm. Tiene un cuerpo delgado aplandado dorsalmente junto a su cabeza. La cabeza es grande y posee ojos grandes y saltones, de color amarillento con un iris de color negro y pupila vertical blanca. Como la mayoría de los gecos, carece de párpados, en cambio, los ojos están cubiertos con una escama transparente, llamada anteojo, la cual limpia lamiendola cada cierto tiempo.
Como su nombre lo indica, son lagartijas de piernas delgadas con patas anchas de dedos completamente palmeados que contienen pequeños cartílagos que soportan un delicado sistema de músculos que coordinan los finos movimientos de sus extremidades para recoger arena, lo que le permite a este geco excavar fácilmente y correr sobre arena suelta; este geco desarrolló pies palmeados como una adaptación para ayudarlos a permanecer sobre la arena del desierto de Namib o para enterrarse debajo de la arena, debido a que son de hábitos nocturnos y necesitan estar de días en madrigueras que ellos mismos cavan para pasar la noche encima de la arena alimentándose. Como otros gecos, sus pies también tienen almohadillas adhesivas en los dedos que tienen filas de placas llamadas láminas, que están cubiertas con miles de proyecciones microscópicas en forma de gancho llamadas vellosidades, las cuáles atrapan cualquier irregularidad superficial menor para ayudar al geco a trepar.
Tiene una longevidad aproximada de 1-5 años. Los machos tienen colas más gruesas que las hembras. La masa de la hembra puede llegar a rondar los 10 gramos y la del macho unos 6 gramos. Esta especie es bastante similar en apariencia a Ptenopus garrulus, otra especie de geco que se encuentra dentro de su área de distribución.
P. rangei tiene vocalizaciones complejas, que van desde chirridos y chasquidos hasta croar y ladrar. Estas formas de comunicación se utilizan cuando se molesta al lagarto o si está tratando de atraer a una pareja.

### Fluorescencia

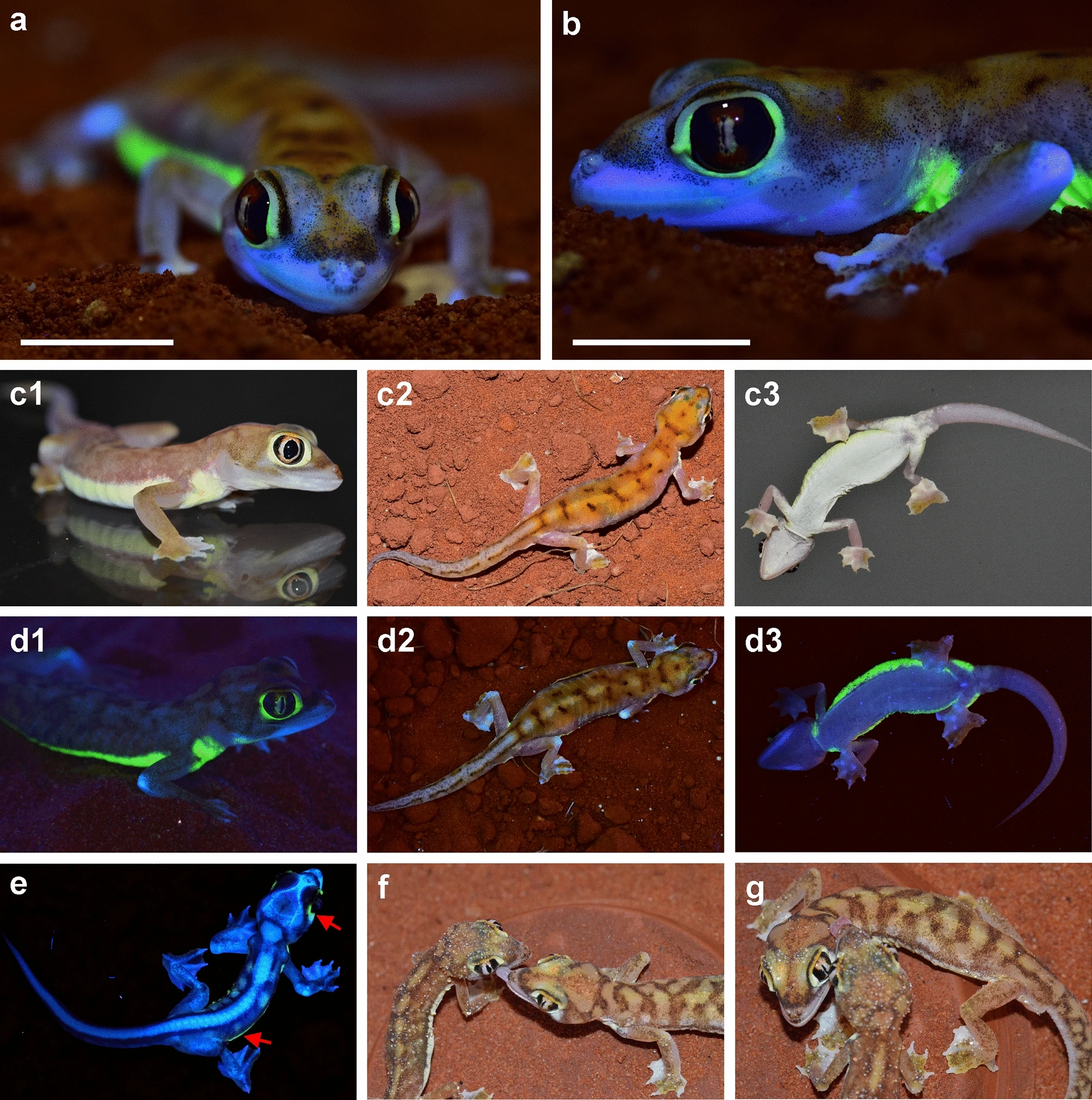
varios ejemplares, machos y hembras.

Este geco produce fluorescencia azul y verde. La fluorescencia inherente se produce cuando el animal entra en contacto con la luz que la Luna refleja del Sol. Es capaz de absorberla, para luego emitir una longitud de onda más larga a partir de secreciones químicas en su piel. Un pigmento específico sobre ésta, llena de cristales de guanina, es el que les permite brillar de esta manera.

### Coloración

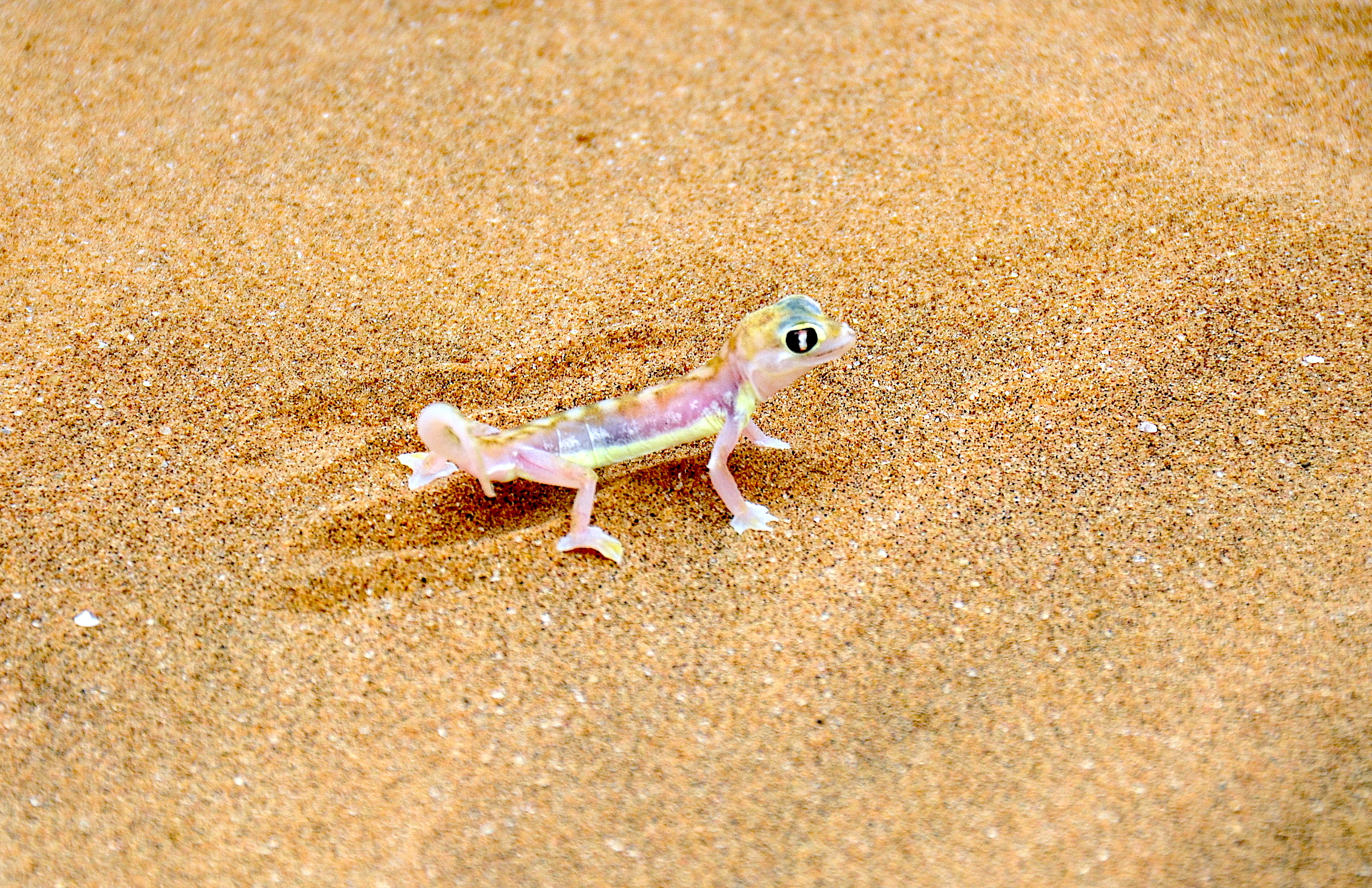
Nótese el patrón de color.

El gecko de patas palmeadas es de un color muy pálido, casi translúcido, lo cual ocurre porque su piel está cubierta de finas escamas lisas; debido a estas escamas translúcidas, se pueden ver algunos órganos internos. La cabeza y la superficie dorsal son de color anaranjado-salmón claro con dos líneas laterales intermitentes de color rosado brillante; la superficie ventral es blanquecina-amarillenta; la cabeza tiene una banda azulada con una pequeña mancha de color naranja en el hocico; los ojos son amarillos. La coloración de su piel les permite camuflarse muy bien entre la arena del desierto de Namib.

### Alimentación
Es un animal insectívoro y nocturno. Se les conoce como cazadores ineficientes porque sus presas (saltamontes, arañas pequeñas y cualquier artrópodo lo suficientemente pequeño para que pueda digerir) pueden evitarlos fácilmente. Sin embargo, al cazar de noche, pueden aprovechar la falta de competencia de otros lagartos durante las horas en que los insectos y las arañas están desprevenidos. Sus grandes ojos y pupilas verticales ayudan a las lagartijas a ver bien de noche. Su principal fuente de agua son las gotas de rocío que se encuentran sobre la vegetación; también puede absorber la humedad a través de su piel.

## Reproducción
La temporada de reproducción del geco de patas palmeadas de Namib comienza en la primavera, de abril a mayo. Como ocurre con otros lagartos, los gecos machos muerden el cuello de la hembra y luego la sujetan con fuerza mientras maniobran su cola debajo de la de ella para completar la cópula.
Las hembras ponen huevos en pares, aunque las hembras jóvenes que nunca antes han puesto huevos solo ponen huevo. Los huevos se entierran en un sustrato húmedo a unos 30 °C. Los huevos son de calcáreo, y miden alrededor de 8-11 por 7-9 mm; pueden estar pegados o separados. Las crías nacen en unas ocho semanas, dependiendo de cuándo la hembra pone los huevos (generalmente entre mayo y agosto), las crías emergen entre julio y octubre; cuando las crías salen del cascarón después llegan a medir 10 cm de largo; comienzan a comer después de unos cuatro días.

## Distribución y hábitat
Pachydactylus rangei es endémico del desierto de Namibia, se asocia típicamente con arenas arrastradas por el viento a lo largo de la costa y el desierto y hasta 130 kilómetros tierra adentro a altitudes de hasta 400 metros. El desierto de Namibia se encuentra en la parte sur de África. La localidad tipo es Lüderitz en Namibia.
Su hábitat se encuentra entre rocas y vegetación achaparrada y sobre la arena suelta y seca de las dunas de arena.  Estos gecos prefieren las regiones arenosas del desierto y solo se encuentran en la parte costera de Namibia y Richtersveld en el extremo norte de Namaqualand en el Cabo.

## Estado de conservación
Esta especie se recolecta de manera oportunista para el comercio internacional de mascotas.